# 拉梅斯基塔
拉梅斯基塔（西班牙語：La Mezquita），是西班牙加利西亚自治区奥伦塞省的一个市镇。总面积104平方公里，总人口1429人（2001年），人口密度14人/平方公里。